# Melanie Roche
Melanie Jane Roche (* 9. November 1970 in Sydney) ist eine ehemalige australische Softballspielerin. Sie gewann eine Silbermedaille und drei Bronzemedaillen bei Olympischen Spielen.

## Karriere
Melanie Roche spielte als Pitcher an der Oklahoma State University, wo sie bis 1993 war. Danach warf sie in Australien, Japan und Italien.
In der australischen Nationalmannschaft wirkte sie in 229 Länderspielen mit. Ihre erste internationale Medaille gewann sie mit der australischen Nationalmannschaft bei der Weltmeisterschaft 1994, als die Australier die Bronzemedaille hinter den Mannschaften aus den Vereinigten Staaten und der Volksrepublik China gewannen. Bei der olympischen Softball-Premiere 1996 in Atlanta gewann das Team aus den Vereinigten Staaten in der Vorrunde sechs von sieben Spielen und unterlag nur den Australierinnen. Nach einem Sieg über die Japanerinnen und einer Niederlage gegen die Chinesinnen waren die Australierinnen Olympiadritte. Roche wurde in fünf Spielen eingesetzt.
Bei der Weltmeisterschaft 1998 wurden die Australier Zweite hinter der Mannschaft aus den Vereinigten Staaten und vor den Japanerinnen. Zwei Jahre später beim Olympiaturnier 2000 in Sydney wurden die Australierinnen in der Vorrunde Zweite hinter den Japanerinnen. Nach Niederlagen gegen die Japanerinnen und gegen das Team aus den Vereinigten Staaten wurden die Australierinnen wieder Olympiadritte. Roche wirkte in drei Begegnungen mit. 2004 in Athen wurden die Australierinnen in der Vorrunde Zweite hinter Mannschaft aus den Vereinigten Staaten. Mit einem Sieg gegen die Japanerinnen erreichten sie das Finale und gewannen die Silbermedaille hinter der Mannschaft aus den USA. Im Finale unterlagen die Australierinnen mit 1:5. Roche war in sechs Partien dabei.
2006 wurden die Australierinnen bei der Weltmeisterschaft Dritte hinter den USA und Japan. Beim Olympiaturnier 2008 in Peking wurden die Australierinnen in der Vorrunde Dritte. Nach einem Sieg über die Kanadierinnen und einer Niederlage gegen die Japanerinnen erhielten die Australierinnen die Bronzemedaille. Roche war in vier Spielen dabei. Außer Roche wirkten auch Tanya Harding und Natalie Ward bei den vier olympischen Medaillengewinnen von 1996 bis 2008 mit.
Roche wurde 2011 in die Hall of Fame der Oklahoma State University aufgenommen. Seit 2012 ist sie in der Softball Australia Hall of Fame. 2017 wurde sie durch die Aufnahme in die Hall of Fame der World Softball Confederation geehrt.